# CCDC55
CCDC55‏ (Nuclear speckle-splicing regulatory protein 1) هوَ بروتين يُشَفر بواسطة جين CCDC55 في الإنسان.